# Buick Electra E4
La Buick Electra E4 è un'autovettura elettrica realizzata dalla casa automobilistica statunitense Buick dal 2023, esclusivamente per il mercato cinese.

## Descrizione

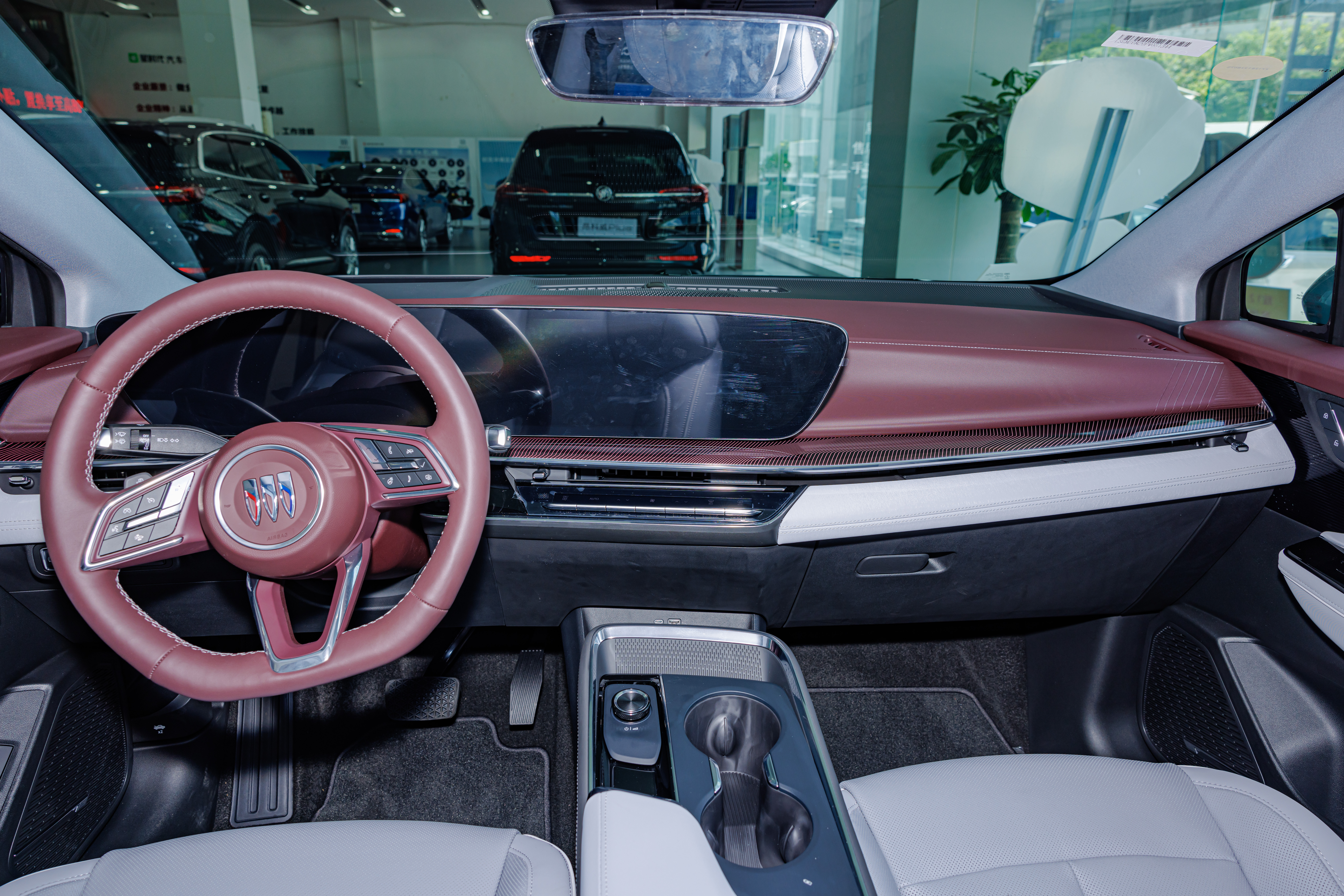
Interni

Nel giugno 2023 la filiale cinese della Buick ha presentato ufficialmente il secondo modello della gamma di modelli completamente elettrici chiamata Electra, la E4. Basata sulla piattaforma BEV3, la vettura si posiziona dimensionalmente al di sotto della Electra E5. Il design si caratterizza per linee snelle e affilate con fari oblunghi e stretti, una grande presa d'aria anteriore trapezoidale, nonché una linea di cintura dei finestrini alta e maniglie delle porte retrattili. La linea del tetto leggermente inclinata verso il lunotto conferisce le proporzioni tipiche dei cosiddetti "SUV Coupé".
L'abitacolo comprende al suo interno un tetto panoramico da 1,2 m² e un touchscreen centrale da 30 pollici con risoluzione 6K. 
L'Electra E4 è stata sviluppata esclusivamente per il mercato cinese, venendo prodotta presso gli stabilimenti GM di Shanghai. Le vendite sono iniziate subito dopo la première ufficiale, nella seconda metà di giugno 2023.

## Tecnica
Essendo un'auto completamente elettrica, l'Electra E4 è alimentata da un motore magneti permanenti da 180 kW (245 CV), che sviluppa 330 Nm di coppia massima e accelera da 0 a 100 km/h in 7,6 secondi. L'energia viene immagazzinata in una  batteria al litio ferro fosfato con una capacità di 65 kWh (234 MJ) e offre circa 530 km di autonomia massima secondo il ciclo di omologazione cinese CLTC. La seconda variante nel nonché top di gamma chiamata GS, è alimentata da due motori posti su ambedue gli assi e sviluppano una potenza totale di 211 kW (287 CV). L'auto accelera da 0 a 100 km/h (62 mph) in 6,2 secondi, e grazie ad una batteria più grande con capacità di 80 kWh (290 MJ), offre circa 620 km di autonomia.